# 川西政明
川西 政明（かわにし まさあき、1941年8月5日 - 2016年8月26日）は、日本の文芸評論家。日本文芸家協会、日中文化交流協会会員。

## 来歴・人物
大阪府大阪市生まれ。広島県尾道市出身。
1965年、中央大学商学部卒業後、河出書房新社へ入社し、文芸編集者生活時代には『高橋和巳作品集』、『埴谷雄高作品集』などを編集、渡辺淳一の担当だった。
1972年に退社後、文芸評論活動に専念。戦後派文学や新日本文学会で活動した作家に関する論考が多い。
1997年『わが幻の国』で第25回平林たい子文学賞受賞。
2006年に『武田泰淳伝』で第17回伊藤整文学賞（評論部門）を受賞。

## 著作
- 『不果志の運命、あるいは高橋和巳についての断片的な考察』（講談社、1974年）
- 『大江健三郎論 未成の夢』（講談社、1979年）
- 『一つの運命-原民喜』（講談社、1980年）
- 『評伝高橋和巳』（講談社、1981年／講談社文芸文庫（増訂版）、1995年）
- 『本を読む 同時代の作家に関する十四章』（集英社、1982年）
- 『孤客 船山馨の人と文学』（北海道新聞社、1982年）
- 『遙かなる美の国 泰淳論』（福武書店、1987年）
- 『私の変幻』（福武書店、1991年）
- 『リラ冷え伝説－渡辺淳一の世界』（集英社、1993年）
  - 『渡辺淳一の世界』（集英社文庫、1997年）。増訂版
  - 『評伝 渡辺淳一』（集英社文庫、2015年）。決定版
- 『「死霊」から「キッチン」へ－日本文学の戦後50年』（講談社現代新書、1995年）
- 『謎解き「死霊」論』（河出書房新社、1996年→改訂版2006年）
- 『わが幻の国』（講談社、1996年）
- 『評伝埴谷雄高』（河出書房新社、1997年）
- 『昭和文学史』（上・中・下）（講談社、2001年）
- 『文士と姦通』（集英社新書、2003年）
- 『鞍馬天狗』（岩波新書、2003年）
- 『小説の終焉』（岩波新書、2004年）
- 『武田泰淳伝』（講談社、2005年）
- 『吉村昭』（河出書房新社、2008年）
- 『新・日本文壇史』（全10巻）（岩波書店、2010年‐2013年）

1. 漱石の死
2. 大正の作家たち
3. 昭和文壇の形成
4. プロレタリア文学の人々
5. 昭和モダンと転向
6. 文士の戦争、日本とアジア
7. 戦後文学の誕生
8. 女性作家の世界
9. 大衆文学の巨匠たち
10. 日本文学から世界文学へ

- 『道づれの旅の記憶　吉村昭・津村節子伝』（岩波書店、2014年）
- 『大岡昇平　文学の軌跡』（河出書房新社、2016年）。遺著

### 編著
- 武田泰淳『評論集 滅亡について 他三十篇』（岩波文庫、1992年）
- 『身心快楽 武田泰淳随筆選』（講談社文芸文庫、2003年）。全二十八篇
- 『川端康成随筆集』（岩波文庫、2013年）。全三十一篇